# Rhacophorus exechopygus
Rhacophorus exechopygus es una especie de anfibio anuro de la familia Rhacophoridae que habita en Laos y Vietnam.
Esta especie está en peligro de extinción por la pérdida de su hábitat natural.